# Kalle Parviainen
Kalle Parviainen (Kuopio, 3 oktober 1982) is een voormalig voetballer uit Finland. Hij speelde als verdediger en sloot zijn loopbaan in 2013 af bij de Finse club FC Inter Turku, nadat hij eerder onder contract stond bij KuPS Kuopio en FC Haka.

## Interlandcarrière
Onder leiding van de Schotse bondscoach Stuart Baxter maakte Parviainen zijn interlanddebuut voor Finland op 29 mei 2010 in de vriendschappelijke wedstrijd tegen Polen (0-0) in Kielce, net als Ville Jalasto (Aalesunds FK). Het bleef bij die ene interland voor Parviainen.